# 巴彦托海镇
巴彦托海镇，俗称南屯，是中华人民共和国内蒙古自治区呼伦贝尔市鄂温克族自治旗下辖的一个乡镇级行政单位。

## 行政区划
巴彦托海镇下辖以下地区：
安门社区、赛克社区、巴彦托海嘎查、雅尔斯嘎查、马蹄坑嘎查和团结嘎查。